# 第3歩兵師団 (ベトナム陸軍)
第3歩兵師団（Sư đoàn 3 bộ binh）は、ベトナム人民軍（陸軍）の師団の1つ。

## 歴史
- 1965年9月 - ベトナム共産党中央政治局と軍事委員会により、南方に歩兵師団を創設することが決定され、ビンディン省で第3師団が編成された。当時、第2、第68、第141、第142連隊を管轄し、第5軍区に隷属した。

ベトナム戦争中、第3師団は、中部高原地区で活動し、「ホーチミン・ルート」側面の安全を保障しつつ、アメリカ軍部隊を牽制し、ダナンとサイゴン間の陸上連絡線を脅かした。作戦中、第68連隊はほぼ壊滅し、一時番号を取り消された。第141連隊と第142連隊も損害が大きく、第141連隊に統合された。
- 1972年春 - ビンディン以北地区での作戦時、第12連隊と第271連隊を補充される。
- 1974年初め - 長期に渡る兵員の損耗により、連隊に縮小
- 1974年末 - 再び師団に拡張され、カインホア省ニャチャン地区で訓練に従事した。
- 1975年3月 - タイ・グエン戦役に参加
- 1975年4月末 - 第2軍に配属され、ホーチミン戦役に参加。終戦後、芽庄において、カンボジア侵攻のための訓練に従事。第68歩兵連隊は、砲兵連隊に改編された。
- 1976年前半 - 700名の新兵を抽出して、西南の前線部隊に派遣
- 1976年6月 - 総参謀部の命令により北上し、河北省陸岸、陸南地区に駐屯。第271歩兵連隊は、生産部隊に戻された。
- 1978年7月 - 第1軍区に配置替えとなり、ランソン省に駐屯し、戦略予備部隊となった。
- 1979年2月 - 中越戦争時、第3師団は大損害を被り、第12連隊が壊滅し、第2連隊、第141連隊及び第68砲兵連隊も撃破された。当時の師団長は阮維商、政治委員は阮克豪
- 1979年3月上旬 - 部隊整備後、新編の第5軍（芝陵兵団、後に第14軍に改称）に配属され、予備隊師団となり、戦車大隊、対戦車砲大隊、防空大隊を増設された。

## 編制
- 第2歩兵連隊　（Trung đoàn 2 bộ binh）
- 第12歩兵連隊　（Trung đoàn 12 bộ binh）
- 第141歩兵連隊　（Trung đoàn 141 bộ binh）
- 第68砲兵連隊　（Trung đoàn 68 pháo binh）